# Adrienne Braun

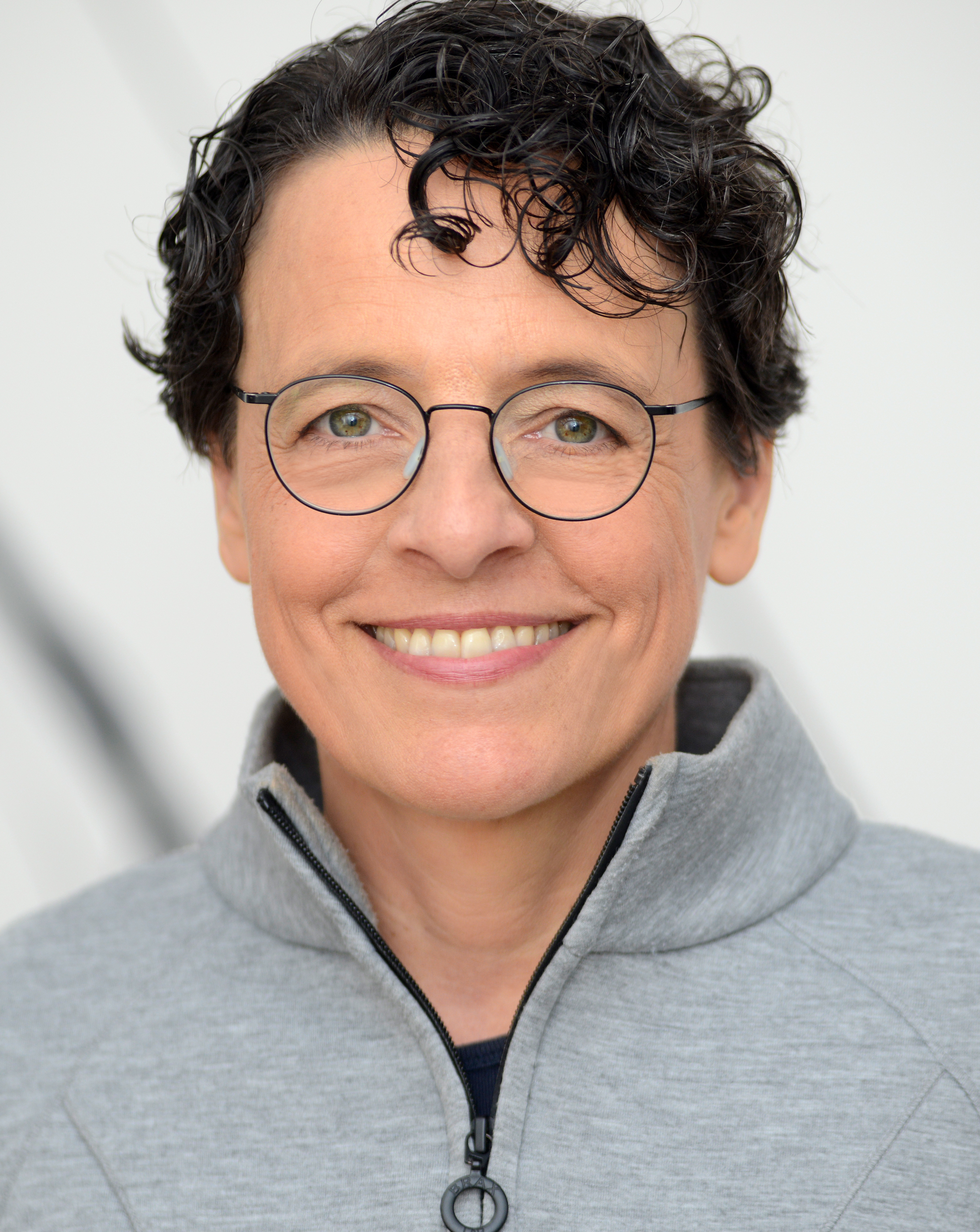
Adrienne Braun, 2024

Adrienne Braun (* 18. März 1966 in Wiesbaden) ist eine deutsche Journalistin, Autorin und Kolumnistin, die in Stuttgart lebt. 

## Leben
Adrienne Braun studierte an der Universität Stuttgart Germanistik, Literaturwissenschaften und Kunstgeschichte mit dem Abschluss M.A. Von 1986 bis 1991 war sie Regieassistentin am Staatstheater Stuttgart und arbeitete mit Regisseuren wie Achim Freyer und Robert Wilson. 1994 absolvierte sie ein Volontariat bei der Stuttgarter Zeitung.
Seit 1996 ist Adrienne Braun freie Autorin, Moderatorin und Kunst- und Theaterkritikerin (Stuttgarter Zeitung, ART, Süddeutsche Zeitung, Die Deutsche Bühne etc.). Die Kolumnen, die sie seit 2003 für die Stuttgarter Zeitung schreibt, sind 2011 beim Klöpfer & Meyer Verlag als Buch erschienen (Von den Niederungen des Seins – Oder tutti bikini capta sunt).

## Arbeitsschwerpunkt
Kernthema der Veröffentlichungen, Diskussionen und Vorträge von Adrienne Braun ist der aktuelle Kunst- und Ausstellungsbetrieb. Dabei vertritt sie die These, dass sich Museen in ihrer kuratorischen Praxis nicht mehr auf eine ausschließlich wissenschaftliche Perspektive zurückziehen dürfen, sondern das Potenzial der Kunst und des kulturellen Erbes produktiv nutzen sollten zur Stärkung einer lebendigen Streitkultur, die sie für das demokratische Miteinander für unerlässlich hält.  

## Werke (Auswahl)
- „Wer heißt hier denn noch Häberle?“. Die ganze Wahrheit über Stuttgart. Silberburg Verlag, Tübingen 2019, ISBN 978-3-84252-172-8.
- Künstlerin, Pionierin, Rebellin. Zwanzig außergewöhnliche Frauen aus Baden-Württemberg. Südverlag, Konstanz 2016, ISBN 978-3-87800-035-8.
- Geben und Nehmen. Wege zur Kunst. Fotografie: Frank Paul Kistner, Gatzanis Verlag, Stuttgart 2016, ISBN 978-3-932855-69-6.
- Mittendrin und außen vor. Stuttgarts stille Ecken. Südverlag, Konstanz 2014, ISBN 978-3-87800-054-9.
- mit Jürgen Knubben (Illustrator), Karin Abt-Straubinger (Hrsg.): Resonanzen. Galerie Abtart, Stuttgart 2013, ISBN 978-3-00-042040-5.
- Von den Niederungen des Seins – Oder Tutti bikini capta sunt. Klöpfer & Meyer Verlag, Tübingen 2011, ISBN 978-3-86351-007-7.
- Homezone. Fotografien von Lothar Bertrams, Text von Adrienne Braun. Katalog zur Gruppenausstellung Subjektiv – Objektiv – Stativ in der Städtischen Galerie Ostfildern. Lindemanns, Stuttgart 2007, ISBN 978-3-89506-273-5.

## Auszeichnungen
- Axel-Springer-Preis, lobende Erwähnung (1996)